# 75-та піхотна дивізія (США)
75-та піхотна дивізія (США) (англ. 75th Infantry Division (United States), також 75-те інноваційне командування (англ. 75th Innovation Command) — військове з'єднання, піхотна дивізія армії США. Дивізія брала участь у бойових діях Другої світової війни.
Дивізія заснована у квітні 1943 року як 75-та піхотна дивізія, билася на Західному фронті Другої світової війни, після завершення воєнних дій розформована. Повторно активована у 1952 році в Х'юстоні, штат Техас, зі складу розформованої 22-ї бронетанкової дивізії організованого резерву армії США. З 1952 по 1957 рік діяла як піхотна дивізія, коли її було реорганізовано та перейменовано в командування 75-го маневрового району (MAC); на з'єднання покладалася відповідальність за планування та проведення польових навчань (FTX) і командно-штабних навчань (CPX) для всіх формувань Резерву армії США на захід від річки Міссісіпі. У 1993 році 75-ту дивізію MAC перейменували на 75-ту дивізію (підтримки навчань) в армійському резерві, пізніше її стали називатися 75-м тренувальним командуванням. У січні 2003 року численні підрозділи 75-ї дивізії були мобілізовані для навчання інших підрозділів армійського резерву та армійської національної гвардії, які розгортаються за кордоном для підтримки операції «Свобода Іраку»/Операції «Нескорена свобода» (OIF/OEF). У січні 2018 року 75-ту дивізію було реорганізовано в 75-те інноваційне командування, а його навчальні підрозділи передано до складу 84-го навчального командування.

## Історія
75-та піхотна дивізія була активована 15 квітня 1943 року у Форті Леонард Вуд. У січні 1944 року залучалася до проведення Луїзіанських маневрів, діючи у складі 4-ї армії. 14 листопада частини дивізії прибули до Нью-Йоркського порту для перекидання океаном до Європи. 22 листопада 1944 року прибула до Великої Британії; штаб прибув ще 2 листопада 1944 року. Після короткої програми навчання дивізія висадилася в Гаврі та Руані 13 грудня, а 14 числа розмістилася табором в Івето. Дивізію включили до складу 9-ї армії 12-ї групи армій, а 11 грудня вона увійшла в підпорядкування XVI армійського корпусу.
16 грудня німці розпочали несподіваний для союзників наступ в Арденнах, і 75-та дивізія, не завершивши повний цикл підготовки до бойових дій, була кинута на передову, де вступила в оборонний бій 23 грудня 1944 року поздовж берега річки Урт. 2 січня дивізію передали VII корпусу, а 7 числа — XVIII повітрянодесантному корпусу. Надалі перейшла в наступ та просунулася до річки Ена та 5 січня 1945 року увійшла в Грандменіль. 8 січня частини дивізії замінили на передовій 82-гу повітрянодесантну дивізію по рубежу оборони вздовж річки Зальм. Перебувала на оборонних позиціях до 17 січня, після чого вона перейшла в наступ, опанувала місто Вієлсальм та інші населені пункти в цьому регіоні.
1 лютого, після маневру до району 7-ї армії в Ельзасі — Лотарингії, 75-та дивізія перетнула Кольмарський канал і взяла участь у захопленні Кольмара та в боях між річкою Рейн і горами Вогези. 7 лютого підрозділи з'єднання перетнули канал Марна-Рейн і вийшли до Рейну. Після короткого відпочинку в Люневілі формування повернулися до бою, змінивши 21 лютого 6-у британську повітрянодесантну дивізію на 39-кілометровій ділянці фронту оборони вздовж річки Маас, поблизу Рурмонда, у Нідерландах. З 13 по 23 березня 75-та дивізія патрулювала сектор вздовж західного берега Рейну від Везеля до Гомбурга і вночі її розвідувальні дозори вивчали оборону противника.
24 березня підрозділи дивізії форсували Рейн, услід за частинами 30-ї та 79-ї дивізій, які йшли в першому ешелоні ударного угруповання. Переслідування противника продовжилося, 1 квітня 75-та дивізія звільнила від осередків ворожого опору ліс Хаард, 4 квітня форсувала канал Дортмунд-Емс і розчистила підступи до Дортмунда, який 13 квітня захопила 95-та американська дивізія. Приблизно в той же час війська дивізії звільнили Шталаг VI-A, табір військовополонених, де від недоїдання та хвороб померли тисячі радянських і польських військовополонених. Після взяття Гердеке 13 квітня дивізія перемістилася до Браумбауера для відпочинку та відновлення боєздатності, а потім взяла на себе обов'язки охорони та підтримки діяльності окупаційного військового уряду у Вестфалії.
За час воєнних дій 75-та дивізія зазнала 4 325 втрат в особовому складі, серед яких — 817 загинули, 3 314 поранені, 77 зникли безвісти та 116 опинилися в полоні.